# Liechtensteiner-Cup 1968-1969
La Liechtensteiner-Cup 1968-1969 è stata la 24ª edizione della coppa nazionale del Liechtenstein conclusa con la vittoria finale del Vaduz, al suo quindicesimo titolo e quarto consecutivo.
Della competizione è noto solo il risultato della finale.

## Finale
| Schaan | Vaduz | 1 – 0 | FC Triesen |  |